# بابی باسول
روبرت الن «بابی» باسول (انگلیسی: Robert Allen "Bobby" Boswell؛ زادهٔ ۱۵ مارس ۱۹۸۳) بازیکن فوتبال پیشین اهل ایالات متحده آمریکا است.
وی همچنین در تیم ملی فوتبال ایالات متحده آمریکا بازی کرده‌است.